# Dębowina

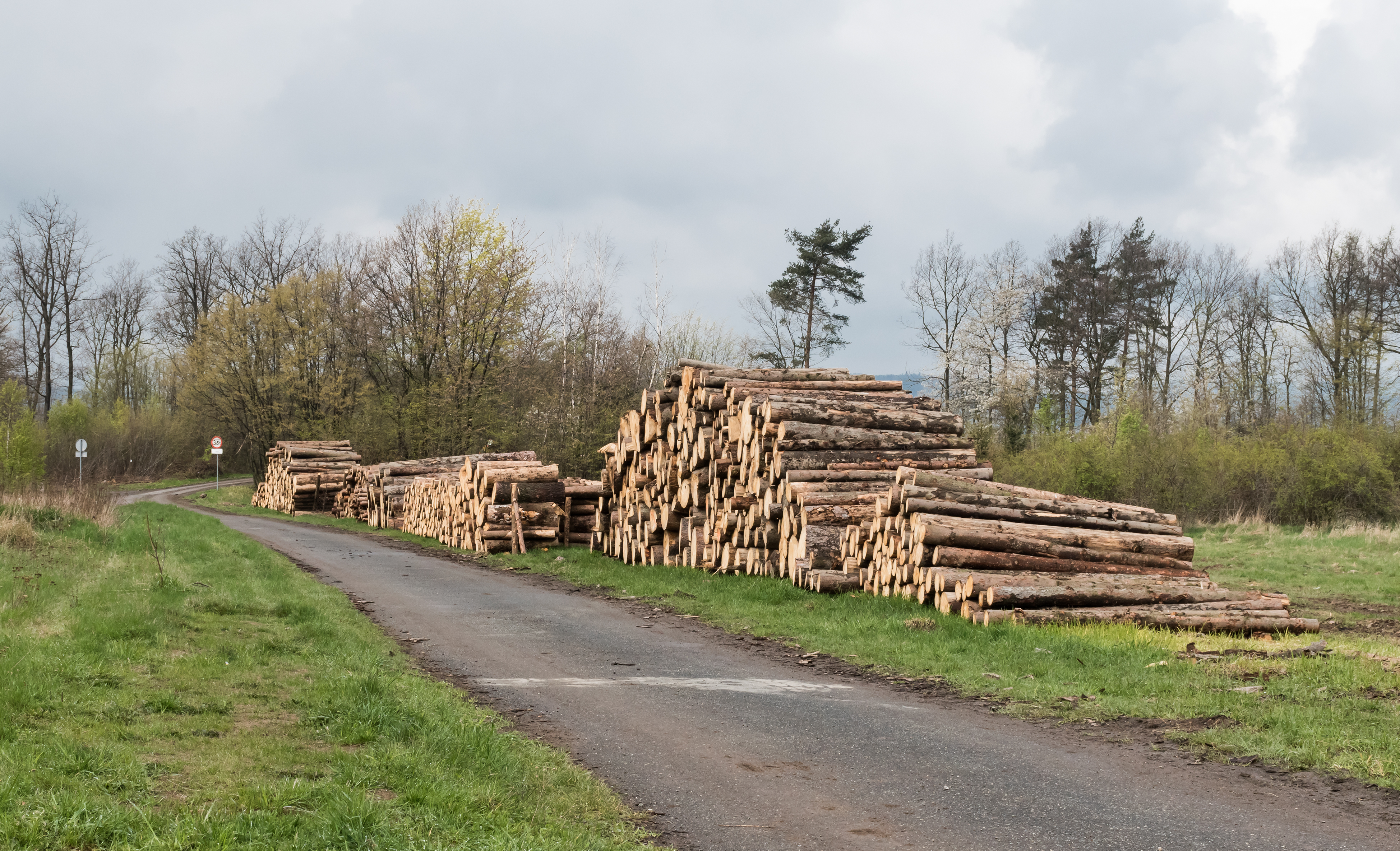
Skład drewna w Dębowinie

Dębowina (do 1945 r. niem. nazwa Eichau) – wieś w Polsce położona w województwie dolnośląskim, w powiecie ząbkowickim, w gminie Bardo.

## Położenie
Mała wieś o rozproszonej zabudowie leżąca w Grzbiecie Wschodnim Gór Bardzkich, po obu stronach drogi nr 8 będącej częścią międzynarodowej drogi E67, na wysokości około 380–460 m n.p.m.

## Podział administracyjny
W latach 1954–1968 w granicach osiedla Bardo.
W latach 1975–1998 miejscowość administracyjnie należała do województwa wałbrzyskiego.

## Historia
Pierwsze wiarygodne zapiski o wsi znajdują się w ziębickich księgach ziemskich z około XIV wieku, w których wzmiankowana jest wieś Eyche. Nazwa wsi Dębowina nawiązuje do nazwy niemieckiej Eichau, która oznaczała teren porośnięty lasem dębowym. W 1406 r. wieś była własnością Wenkego Heringa, właściciela Opolnicy. W 1426 było tu wolne sędziostwo. Na początku XVI w. istniały tutaj dwie wioski: Dębowina Dolna i Górna, które były własnością cesarskiej administracji skarbowej. W 1569 r. zostały sprzedane za kwotę około ćwierć tysiąca talarów, cystersom z Kamieńca Ząbkowickiego. Własnością cystersów wieś była aż do 1810 r. Potem Dębowina należała do Marianny Orańskiej z Kamieńca, żony Albrechta Pruskiego Hohenzollerna, najmłodszego syna króla Prus Fryderyka Wilhelma III, a po jej śmierci aż do 1945 r. był własnością Hohenzollernów osiadłych na zamku w Kamieńcu Ząbkowickim.
Dębowina posiada tradycje górnicze. Już w XV wieku prowadzone były tutaj poszukiwania złota i srebra. Była tutaj nawet niewielka kopalnia, ale po niedługim czasie zaniechano eksploatacji z powodu nieopłacalności. Przez teren wsi, od połowy XIV w. przechodziła granica między Śląskiem a Czechami, a ściślej między księstwem ziębickim i hrabstwem kłodzkim.

## Ważniejsze daty
- 1569 – wieś kupili cystersi z Kamieńca Ząbkowickiego.
- 1764 – we wsi odkryto złoża antymonu z zawartością srebra
- 1771 – wybudowano kopalnię i podjęto roboty górnicze
- 1774 – powołano gwarectwo
- koniec XVIII w. – według opisów wieś zamieszkiwało: 9 kmieci, 4 zagrodników, 20 chałupników i 151 mieszkańców
- 1810 – wieś stała się własnością Marianny Orańskiej
- 1883 – stała się własnością rodu Hohenzollernów
- 1885 – wieś zamieszkiwało 290 mieszkańców w 40 domostwach, zdecydowaną większość stanowili katolicy

## Demografia
Według Narodowego Spisu Powszechnego (III 2011 r.) liczyła 93 mieszkańców. Jest najmniejszą miejscowością gminy Bardo.

## Ciekawostki
- Wieś jest położona przy historycznej granicy Śląska z ziemią kłodzką. Punkt graniczny wyznacza stojąca przy drodze nr 8 na Przełęczy Bardzkiej kolumna maryjna[1].
- W pobliżu wsi przechodzą dwie stare drogi. Jedna to Droga Wojenna zwana Drogą Armatnią (z niem. Kannonenweg), prowadzi z dawnego zamku hrabiego Merveldta na Przełęcz Bardzką, drogą tą wojska pruskie wkroczyły na teren ziemi kłodzkiej od strony Barda. Drugą drogą jest Droga Graniczna, która prowadzi z Przełęczy Bardzkiej na Przełęcz Łaszczową[1].